# Felcourt
Felcourt – osada w Anglii, w hrabstwie Surrey, w dystrykcie Tandridge. Leży 42 km na południe od centrum Londynu. Miejscowość liczy 2039 mieszkańców.